# Thecla chiton
Thecla chiton är en fjärilsart som beskrevs av Fabricius 1793. Thecla chiton ingår i släktet Thecla och familjen juvelvingar. Inga underarter finns listade i Catalogue of Life.